# Tauernowie
Tauernowie (niem. Tauern) – boczna linia rodu Henckel von Donnersmarck. Wywodzą się od księcia Guidona Henckel von Donnersmarcka i jego naturalnego, pierworodnego syna Odona Deodatusa Tauerna.

## Dzieje
Odo Deodatus I był pierworodnym, nieślubnym synem księcia Guidona Henckel von Donnersmarcka ze związku z Rosalie Coleman z d. Pareut (1835–1915).

Z wykształcenia etnolog, zajmował się badaniem kultur Dalekiego Wschodu i wysp indonezyjskich, m.in.: Bali, Jawa, Seram. W wyniku kilku wypraw w tamte rejony świata (wówczas wyprawy te nie były tak proste i dużo droższe niż obecnie) zebrał sporo eksponatów, które przekazał Muzeum Etnograficznemu we Fryburgu Bryzgowijskim (Freiburg im Breisgau). Wyniki jego badań dały podstawę do uzyskania przez niego stopnia naukowego doktora nauk przyrodniczych. Jego entuzjazm dla Dalekiego Wschodu sprawił, że swój dom we Fryburgu nazwał „Sukahati”. Był także zapalonym filmowcem. Kamera i kręcenie filmów sto lat temu była wówczas bardzo nową sprawą. Występował także w teatrze. Przez całe swoje życie utrzymywał kontakt ze swym ojcem, księciem Guidonem, a także wdową po księciu, księżną Katią.
Był także zapalonym alpinistą. Niestety ta pasja przyniosła mu śmierć. Zginął w 1926 r. wskutek wypadku podczas jednej ze wspinaczek w górach koło Fryburga Bryzgowijskiego.
W czasie II wojny światowej zginęli jego dwaj synowie: Heimo i Reiner.
Syn Odona Deodatusa I, Dankmar po wojnie kilkanaście lat spędził na statku, pływając po morzach i oceanach. Jego żona, Christa wiele lat pracowała jako dziennikarka czasopisma Liechtensteiner Vaterland. Współcześnie Tauernowie mieszkają głównie w Szwajcarii i Liechtensteinie.
Jesienią 2005 r. przyjechali do Świerklańca prawie wszyscy przedstawiciele rodu. Okazją były złote gody seniorów Dankmara i Christy.

## Rodowód
Odo Deodatus I (Nowy Jork 14 XI 1885 - Fryburg/Bryzgowia 11 VII 1926), fabrykant, dr filoz.; x. Berlin 15 VI 1914 Maria Zofia Gabriela Berthold (Berlin 5 VIII 1893 – Fryburg/Bryzgowia 5 II 1959; x.2. Dahlem 23 IV 1935 Wilhelm Fryderyk Jenne, ur. 16 XII 1900, zm. 1980), c. Jerzego B. i Anny Karoliny Marii Gabrieli Raschke.
- 1) Luiza Maria Gabriela (Fryburg/Bryzgowia 29 IX 1916 – Badenweiler 14 VI 1948); x. ..., rozw. 1945 Walther...
- 2) Heimo I Dytryk Karol (9 IX 1918 – Murmańsk 5 VII 1941), oficer marynarki.
- 3) Dankmar Jerzy Wolfgang (Fryburg/Bryzgowia 13 XII 1919 - 1 II 2013), fizyk; x. Wetzlar 22 VII 1955 Christa Maria Hermina Schönduhe (ur. Magdeburg 18 XII 1925; x.1. 22 XII 1945, rozw. 1954 Fryderyk Velten).
- 3.1) Odo Deodatus II (ur. Fryburg/Bryzgowia 12 VIII 1951, zm. 27 IX 2018), inż. elektronik; x. Igis Landquart (Szwajcaria) 8 VI 1979 Lydia Beate Meier (ur. Chur 23 VI 1955).
- 3.1.1.) Ralf Andrzej (ur. Chur 20 V 1983).
- 3.1.2) Lea Meta Christa (ur. Chur 19 III 1986); Val Lumnezia (Szwajcaria) 4 VIII 2012 Josef Vogt (ur. 1974; od 2012 Vogt-Tauern) .
- 3.2) Heimo II Andrzej Klaus (ur. Wetzlar 4 IX 1953) fizyk-laborant, marynarz; x.1. Solingen 16 XII 1976 rozw. 1 IV 1981 Małgorzata Maiher (ur. 10 X 1952); x.2. Remseck Am Neckar 23 VI 1987 rozw. Kaiserlautern 18 VIII 1992 Martina Hermanns (ur. Düsseldorf 15 X 1961); x.3. Otterbach 25 IX 2002 Patrice Dianne Bromfild (ur. Spaldings/Jamajka 28 I 1970)
- 3.3) Cornera Maria Gabriela (ur. Wetzlar 28 XII 1954), pielęgniarka; x.1. Vaduz 20 III 1984, rozw. 1999 Gerhard Beham (Stuttgart 14 VII 1935 – Herbertingen 5 IV 2001); x.2. Vaduz 1 X 1999 rozw. Vaduz 11 XII 2002 Edward Bonna (ur. Wałbrzych 17 II 1954); x.3. (cywil.) Vaduz 10 VII 2009 (kośc.) Eschen 11 VII 2009 Peter (Pedro) Heinz.
- 3.3.1) Kristoffer Marc Beham (ur. 24 VII 1987).
- 3.4) Merve Katarzyna Klaudia (ur. Wetzlar 15 III 1958) sekretarka; x. Wetzlar 5 IV 1984, rozw. Peter Fridolin Vogel (ur. 31 III 1947);
- 3.4.1) Quirin Leon Dorian Vogel (ur. 14 VIII 1987).
- 3.5) Reiner II Amadeusz (ur. Grabs 2 IV 1962), inż. elektronik; x. Vaduz 19 V 1995 Agricola Bearth (ur. Bondauz 4 VI 1961).
- 3.5.1) Ionia Merve Katarzyna (ur. Chur 18 II 1996).
- 4) Reiner I Otto Werner (Fryburg/Bryzgowia 21 V 1921 – Grönlo k. Winterswijk 11 III 1945), podoficer; x. 18 I 1944 Ewa Joanna Doerr (ur. Poczdam ...).

## Literatura
- Prace dr. Odona D. Tauerna:
  - Über das Auftreten des Kerrphänomens in Gläsern, Freiburg i. Br., Univ., Diss., 1909
  - Ceram, in: „Zeitschrift für Ethnologie“ 45 (1913), S. 162-178
  - Javanische Kartenspiele, in: „Zeitschrift für Ethnologie“ 46 (1914), S. 45-48
  - Das Kunstgewerbe auf der Insel Bali bei Java, in: Illustrirte Zeitung, Leipzig, Nr. 3702 (11. Juni 1914), S. 1277-1278
  - Die Molukkeninsel Misol, in: „Petermanns Mitteilungen“ 61 (1915), S. 311-314
  - Patasiwa und Patalima. Vom Molukkeneiland Seran und seinen Bewohnern. Ein Beitrag zur Völkerkunde. Leipzig 1918.
  - Beitrag zur Kenntnis der Sprachen und Dialekte von Seran, in: „Anthropos“ 23-26 (1928-1931), S. 1000-1020, S. 953-981, S. 567-578, S. 109-139.